# Origan
Origanum vulgare
Pour les articles homonymes, voir Origan (homonymie), Marjolaine (homonymie) et thé rouge.
Espèce
Classification phylogénétique
L’Origan ou Origan commun (Origanum vulgare) est une espèce de plantes à fleurs de la famille des Lamiacées.  C'est une plante herbacée vivace originaire d'Europe. Également nommée, entre autres, Marjolaine sauvage ou Marjolaine vivace, l'origan est parfois confondu avec la Marjolaine (Origanum majorana) ou « origan des jardins », dont il partage plusieurs caractéristiques, notamment ses vertus médicinales et aromatiques.

## Dénominations
- Nom scientifique valide : Origanum vulgare L. [1] ;
- Nom normalisé (nom technique) ISO : Origan[2],[3]
- Noms vulgaires (vulgarisation scientifique) recommandés ou typiques en français : Origan[4],[5],[6],[7], Origan commun[4],[8],[5],[9],[6], Marjolaine sauvage[4],[5],[6],[7], Marjolaine vivace[4],[6] ;
- Autres noms vulgaires ou noms vernaculaires (langage courant) pouvant désigner éventuellement d'autres espèces : origan vulgaire[5],[4],[9],[10],[7],[11] (accepté au Canada[10],[9], à éviter en France[4]), marjolaine bâtarde[5],[4],[6],[9],[7], thé rouge[5],[4],[9],[7], grande marjolaine[5], thym de berger[7], doste[7], marazolette[7], pelevoué[7] ou penevoué[7].

Le mot « origan » est issu du grec ancien ὀρίγανον / origanon, signifiant « qui se plaît sur la montagne », composé de ὄρος / oros « montagne » et γάνος / ganos « éclat, aspect riant ».

## Description

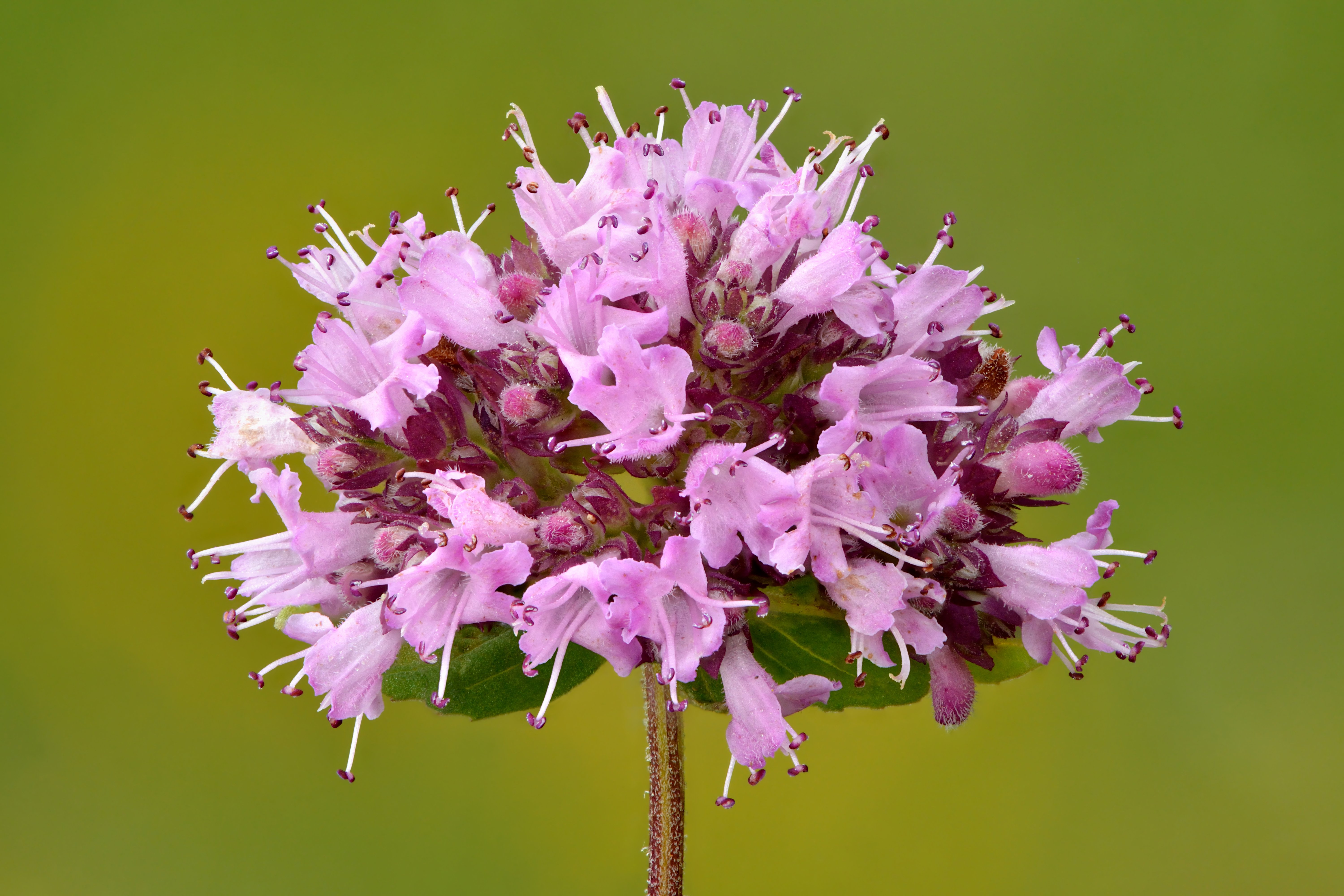
Fleur d'Origan, en Estonie en Juillet 2021.

Les plantes atteignent généralement une taille variant entre 30 et 80 cm.
Les tiges rouges, à section carrée, sont velues avec des feuilles arrondies, vertes, légèrement dentées.
Les fleurs sont roses ou pourpres, et sont regroupées en petites panicules.

## Culture

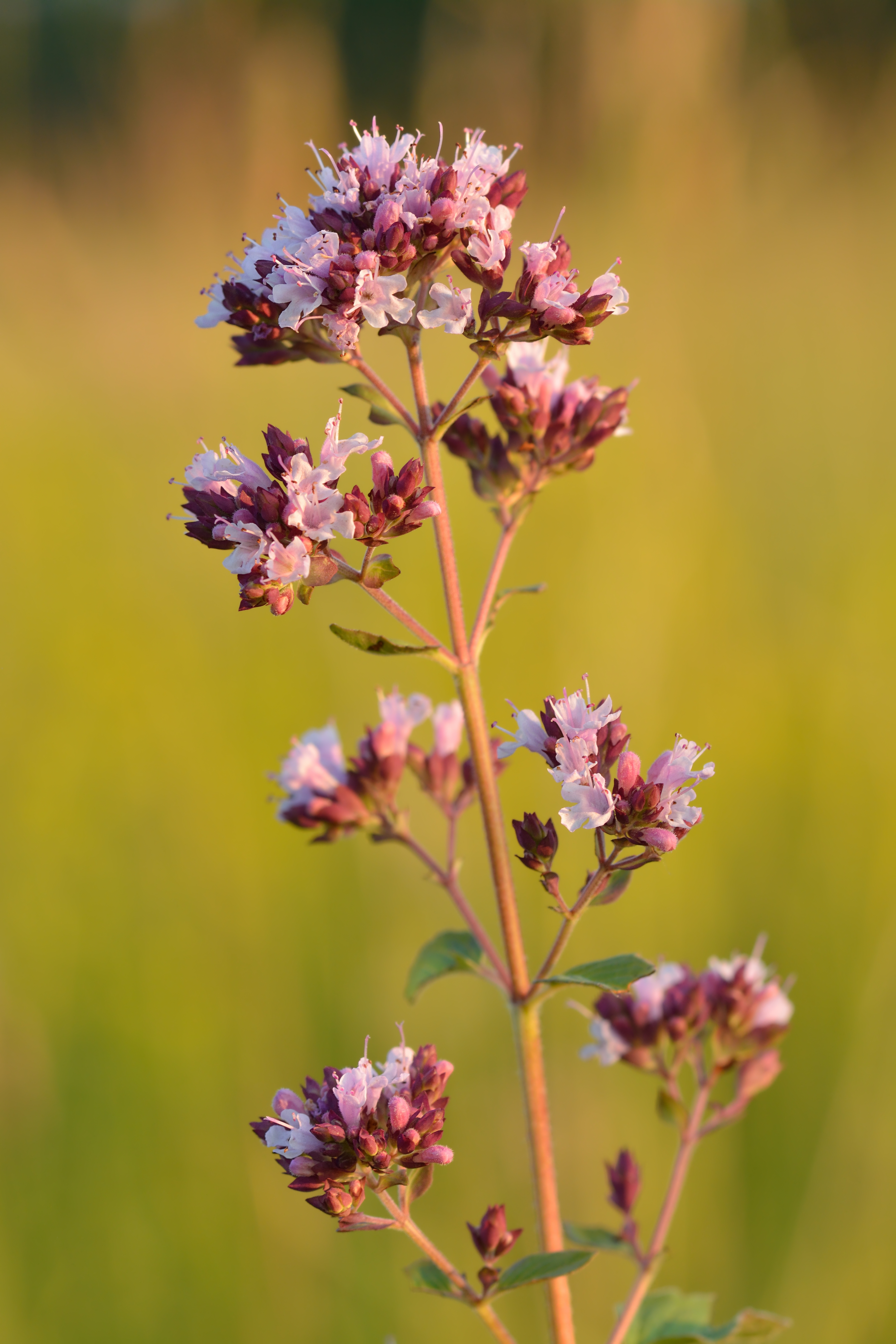
Fleurs.

L'origan se multiplie par éclat de touffes au printemps ou éventuellement par semis. Les plants doivent être espacés de 30 cm. Il nécessite un sol léger et aéré. Associé aux herbes de Provence, un sol chaud, calcaire, à l'abri du vent et ensoleillé permet de cultiver cette plante aromatique poussant à l'état sauvage.
La récolte se fait en juillet à leur apparition. Les parties utilisées sont les fleurs, les tiges et les feuilles.

## Histoire
Originaire d'Europe, l'origan a été exporté au Moyen-Orient. Il est connu et reconnu par les peuples de l'Antiquité pour son goût prononcé et ses vertus médicinales.
L'origan était reconnu pour deux propriétés, son rôle protecteur et en tant que philtre d'amour : « quelques feuilles dans le repas de l'élu de son cœur ».

## Cuisine
L'origan, moins utilisé en France que la marjolaine (ou origan des jardins), a les mêmes usages condimentaires et médicinaux (antiseptique, antispasmodique employé dès le Moyen Âge) et les deux plantes sont souvent confondues. Les sommités fleuries et les feuilles sont utilisées fraîches ou séchées, comme condiment ou pour aromatiser des vins blancs.
On retrouve l'origan dans les cuisines portugaise, grecque et italienne.
L'origan est très apprécié dans les sauces aux tomates et se marie très bien avec le basilic, le thym, etc.

## Propriétés principales
L'origan, comme la marjolaine ou le thym, a des propriétés antiseptiques.
Il est utilisé comme eux, mais de façon plus anecdotique, en infusion dans les cas de rhume ou de grippe, et pour stimuler la digestion.
Il permet de lutter contre certaines bactéries et les champignons, et est utilisé pour soulager les douleurs dues aux rhumatismes et aux problèmes de peau.
L'huile essentielle d'origan contient du carvacrol aux propriétés antiseptiques. C'est également un remède proposé contre les douleurs spasmodiques, la fatigue et le stress. De même, en bains de bouche pour assainir la cavité buccale (gandouch ou oil pulling).
En agriculture biologique, une macération d'origan permet de lutter contre le balanin des noisettes et divers autres curculionidae.
Il est mellifère et est activement butiné par les abeilles[réf. souhaitée].